# Székely István (filmrendező)
Székely István (Steve Sekely, S. K. Seeley) (Budapest, 1899. február 25. – Palm Springs, Kalifornia, USA, 1979. március 11.) magyar filmrendező.

## Életpályája
Budapesti polgári zsidó család elsőszülött gyermekeként, 1899-ben született. Édesapja Székely Marcell építész, édesanyja Wechsler Mária volt. A Műegyetemre járt két évig, de abbahagyta tanulmányait, és újságíró lett. A Hétnél dolgozott, ahol a Bolond Istók és a Bukfenc szerkesztője, valamint az Apolló Kabaré szerzője volt. Az 1920-as években Németországban Az Újság című napilap berlini tudósítója volt, de amellett Ludwig Wolff forgatókönyvíró társszerzőjeként is dolgozott. 1929-től rendezett filmeket. 1931-ben hazajött. 1933. október 28-án feleségül vette Ágay Irén (1913–1950) színésznőt, akivel 1938-ban az első zsidótörvény meghozatala után az USA-ba költözött. 1945-ben filmcéget hozott létre Star Pictures néven. 1950-ben Mexikóban, 1953-ban az NSZK-ban, 1954–1955 között Olaszországban, 1962-ben Angliában dolgozott. Utolsó munkája az 1972-ben készült és 1973. február 22-én bemutatott Lila ákác című magyar film, amit rendezőként és forgatókönyvíróként is jegyzett.
Olyan színészekkel dolgozott együtt, mint például John Carradine, Gail Patrick, Nancy Kelly, Nanette Bordeaux, Lionel Atwill, Tom Neal, Richard Basehart, Patricia Roc, John Wyndham, Rudy Vallee és Otto Kruger.

## Filmjei

### Rendezőként
- A nagy vágyakozás (1930)
- Hyppolit, a lakáj (1931)
- Repülő arany (1932)
- Piri mindent tud (1932)
- Iza néni (1933)
- Pardon, tévedtem (1933)
- Rákóczi induló (1933)
- Bál a Savoyban (1934)
- Emmy (1934)
- Ida regénye (1934)
- Búzavirág (1934)
- Lila akác (1934)
- Café Moszkva (1935)
- Szenzáció (1936)
- Nászút féláron (1936)
- Dunaparti randevú (1936)
- Légy jó mindhalálig (1936)
- Két fogoly (1937)
- Szerelemből nősültem (1937)
- Segítség, örököltem! (1937)
- Egy lány elindul (1937)
- Lovagias ügy (1937)
- A 111-es (1937)
- Pusztai szél (1937)
- A Noszty fiú esete Tóth Marival (1938)
- Szívet szívért (1938)
- Szerelem parancsszóra (1942)
- Az ördög sarkantyúja (1942)
- A zombik bosszúja (1943)
- Lake Placid szerenád (1944)
- Üres diadal (1948)
- Cartouche kalandjai (1954)
- Kína császárnője (1954)
- A Triffidek napja (1962)
- Kenner (1969)
- Lila ákác (1973) (forgatókönyvíró is)

### Forgatókönyvíróként
- Címzett ismeretlen (1935)